# Márcio Garcia
Márcio Garcia Machado (Rio de Janeiro, 17 de abril de 1970) é um apresentador, ator, dublador e diretor de cinema brasileiro.

## Carreira
Iniciou como apresentador na MTV Brasil, seguindo para a Rede Globo em 1994. Conduziu ainda na Globo um programa dedicado ao público infantil, chamado Gente Inocente. Também apresentou o Vídeo Show de 1997 a 1999, em substituição a Miguel Falabella. Em 2004 assinou com a RecordTV, onde apresentou o reality show Sem Saída e o programa O Melhor do Brasil, que gerou grande repercussão a ponto de atingir a liderança em determinados dias. Em 2008 lançou o filme Carmo, pelo qual recebeu o prêmio de Excellence in Acting no Los Angeles Brazilian Film Festival. Em 12 de abril de 2008 deixou a Record para retornar à Rede Globo por um salário maior devido ao sucesso do O Melhor do Brasil, passando o comando para Rodrigo Faro.
Apesar de retornar para a Globo sob a promessa de dedicar-se apenas como apresentador, uma vez que não pretendia mais fazer novelas, Márcio ficou sem um programa por 8 anos, sendo redirecionado exatamente para a dramaturgia, integrando as novelas Caminho das Índias, O Astro e Amor à Vida. A partir de 2016 retomou a apresentação no Tamanho Família, o programa marca o novo retorno de Márcio Garcia à emissora aberta Rede Globo com a renovação do contrato no final de 2015.
Em 6 de junho de 2021, Márcio Garcia estreou como apresentador do The Voice Kids, em substituição à André Marques, na Rede Globo.  Em julho de 2024, depois de ficar dois anos fora do ar, a TV Globo decidiu não renovar o contrato com Márcio Garcia.

## Vida pessoal
Márcio Garcia é praticante de jiu-jitsu, atualmente é faixa preta, concedida por Leonardo Castello Branco.

## Filmografia

### Televisão
| Ano     | Título                       | Personagem / Cargo                      | Nota(s)                                   |
| ------- | ---------------------------- | --------------------------------------- | ----------------------------------------- |
| 1993–94 | MTV Sports                   | Apresentador                            |                                           |
| 1994    | Tropicaliente                | Cassiano Soares                         |                                           |
| 1995    | Você Decide                  | Edu                                     | Episódio: "O Gosto da Vingança"           |
| 1995    | Cara & Coroa                 | Guiga                                   |                                           |
| 1996    | Anjo de Mim                  | Fernando Monterrey (Nando)              |                                           |
| 1996    | Ponto a Ponto                | Apresentador                            |                                           |
| 1997    | Caça Talentos                | Tarzan                                  | Episódio: "A Maldição do Pirata"          |
| 1997    | Anjo Mau                     | Luís Carlos Machado (Luca)              |                                           |
| 1997–99 | Vídeo Show                   | Apresentador                            |                                           |
| 1998    | Malhação                     | Adriano Valente                         | Temporada 4                               |
| 1998    | Era uma Vez...               | Taxista                                 | Episódio: "2 de outubro"                  |
| 1998    | Você Decide                  | Tadeu                                   | Episódio: "Síndrome"                      |
| 1999    | Você Decide                  | Lucas                                   | Episódio: "Mulher de Amigo"               |
| 1999    | O Belo e as Feras            | Tourão                                  | Episódio: "Genro de Última Necessidade"   |
| 1999    | Andando nas Nuvens           | Arnaldo San Marino (Arnaldinho)         |                                           |
| 2000–02 | Gente Inocente               | Apresentador                            |                                           |
| 2002    | Sítio do Picapau Amarelo     | Príncipe Rajá Codadade                  | Episódio: "A Convenção das Bruxas"        |
| 2002    | Os Normais                   | Nuno                                    | Episódio: "Um Machismo Normal"            |
| 2002    | Os Normais                   | Caio                                    | Episódio: "Uma Experiência Normal"        |
| 2003    | Celebridade                  | Marcos Rangel                           |                                           |
| 2004    | Sem Saída                    | Apresentador                            |                                           |
| 2005    | Mandrake                     | Ronaldo                                 | Episódio: "Detetive"                      |
| 2005    | Prova de Amor                | Paulo Sérgio Barros Vidal (Paulo Barão) | Episódios: "24–27 de outubro"             |
| 2005–08 | O Melhor do Brasil           | Apresentador                            |                                           |
| 2006    | Avassaladoras: A Série       | Caíque                                  |                                           |
| 2006    | Vidas Opostas                | Inspetor Jorge Alencar                  | Episódios: "21 de novembro–31 de janeiro" |
| 2009    | Caminho das Índias           | Bahuan Sundrani                         |                                           |
| 2010    | Na Forma da Lei              | Maurício Viegas                         |                                           |
| 2010    | S.O.S. Emergência            | Fernando                                | Episódio: "Hoje é Dia de Isaac"           |
| 2010    | Diversão.com                 | Rodolfo                                 | Especial de fim de ano                    |
| 2011    | Macho Man                    | Cliente do Frederic                     | Episódio: "13 de maio"                    |
| 2011    | O Astro                      | José Luiz Fonseca                       | Episódio: "28 de outubro"                 |
| 2012    | A Grande Família             | Rômulo                                  | Episódio: "Gentileza Gera Gentileza"      |
| 2013    | Amor à Vida                  | Gustavo Donato (Guto)                   |                                           |
| 2014    | Por Isso Eu Sou Vingativa    | Heitor                                  | Episódio: "Heitor"                        |
| 2014    | Eu Que Amo Tanto             | Zé Osmarino                             | Episódio: "Leididai"                      |
| 2014    | Tapas & Beijos               | Reinaldo                                | Episódio: "Um Misterioso Corretor"        |
| 2014    | Globo de Ouro Palco Viva     | Apresentador                            |                                           |
| 2015    | Babilônia                    | Luís Maurício                           | Episódio: "28 de agosto"                  |
| 2015    | Globo de Ouro Palco Viva Axé | Apresentador                            |                                           |
| 2016–20 | Tamanho Família              | Apresentador                            |                                           |
| 2021–22 | The Voice Kids               | Apresentador                            |                                           |

### Cinema
| Ano  | Título                   | Personagem           |
| ---- | ------------------------ | -------------------- |
| 1996 | O Guarani                | Peri                 |
| 1999 | Zoando na TV             | Ulisses              |
| 2003 | Xuxa Abracadabra         | Mateus               |
| 2006 | 12 Horas até o Amanhecer | Gerente do clube     |
| 2008 | Carmo                    | Diamantino dos Anjos |
| 2015 | Loucas Pra Casar         | Samuel               |
| 2015 | O Duelo                  | Georges              |
| 2017 | Duas de Mim              | Maxwilliam           |

### Dublagem
| Ano  | Título                              | Personagem         |
| ---- | ----------------------------------- | ------------------ |
| 2001 | Dr. Dolittle 2                      | Pepito, o camaleão |
| 2002 | A Era do Gelo                       | Diego              |
| 2005 | Dragon Blade                        | Lang               |
| 2006 | A Era do Gelo 2                     | Diego              |
| 2006 | A Terra Encantada de Gaya           | Zino               |
| 2006 | Putz! A Coisa Tá Feia               | Feio (adolescente) |
| 2009 | A Era do Gelo 3                     | Diego              |
| 2012 | A Era do Gelo 4                     | Diego              |
| 2012 | 31 minutos, o filme                 | Túlio Triviño      |
| 2016 | A Era do Gelo: O Big Bang           | Diego              |
| 2018 | Paddington 2                        | Felix              |
| 2022 | A Era do Gelo: As Aventuras de Buck | Diego              |

## Direção
| Ano  | Título         |
| ---- | -------------- |
| 2009 | Predileção     |
| 2010 | Amor por Acaso |
| 2012 | Angie          |